# Homalco

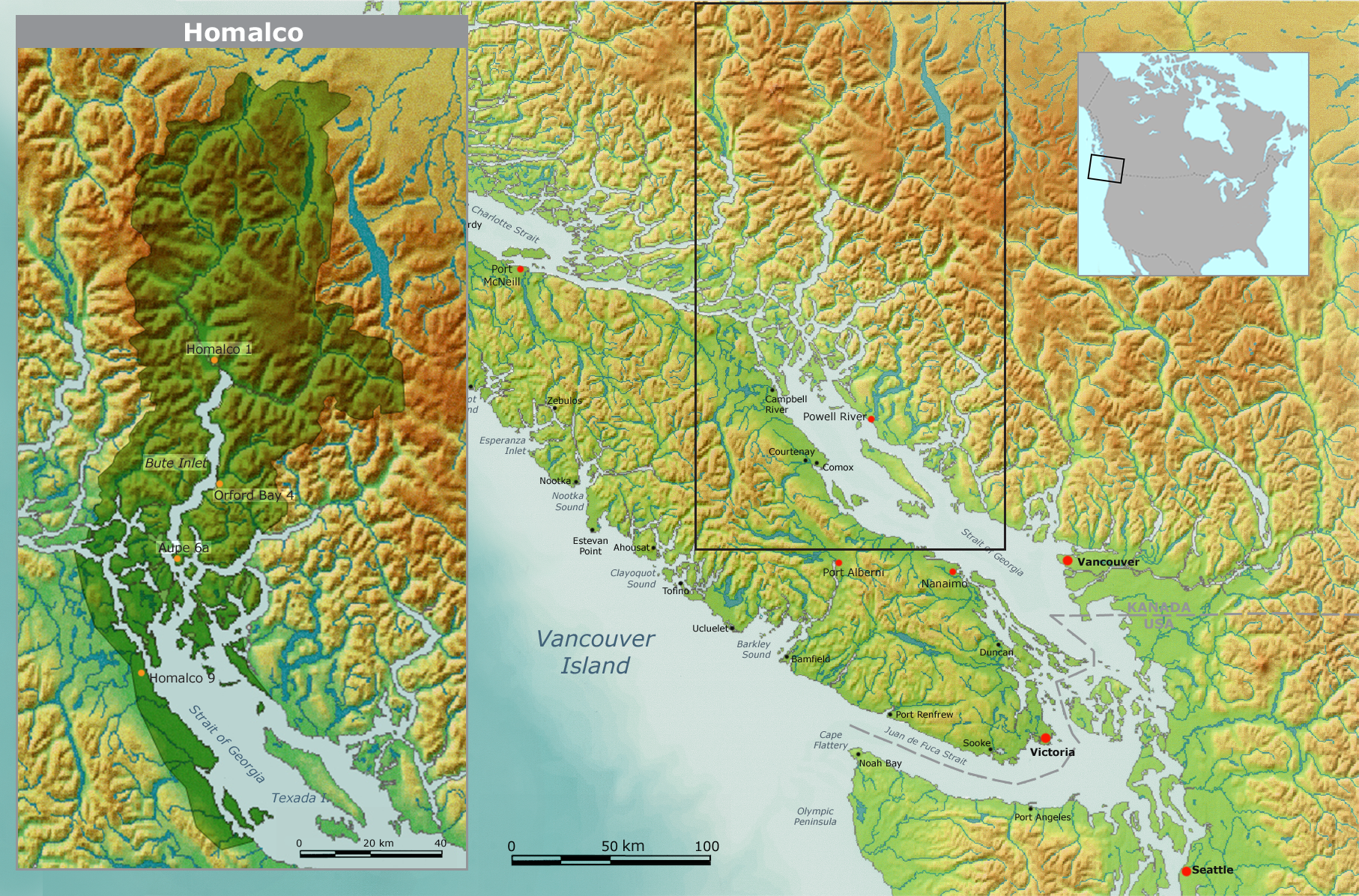
Traditionelles Territorium der Homalco und Hauptreservate.

Die Homalco, Xwemalhkwu oder Xoχmaɬku („Menschen entlang des turbulenten oder schnell fließenden Wassers, d. h. des Homathko River“), heute offiziell Homalco First Nation genannt, auch als Homalco Indian Band bekannt, gehören sprachlich-kulturell zur Stammesgruppe der „Comox (K'omoks)“ aus der Salish-Sprachfamilie, die heute insgesamt fünf separate First Nations innerhalb der kanadischen Provinz British Columbia umfasst; kulturell sowie sprachlich zählten die „Comox (K'omoks)“ zusammen mit den benachbarten Sechelt (Shishalh) und Pentlatch zu den Northern Georgia Strait Coast Salish der Nördlichen Küsten-Salish entlang der Pazifikküste im Nordwesten und gehören somit zum Kulturareal der Pazifischen Nordwestküste. 

## Sprache und Identität
Die heute allgemein unter dem Sammelbegriff als Comox (K'omoks) bekannte Stammesgruppe unterteilte sich einst geographisch und (später teilweise auch kulturell) in zwei (evtl. drei) große regionale Dialektgruppen beiderseits der Strait of Georgia, einer Wasserstraße und Meerenge, die Vancouver Island im Westen von den nördlichen Küstengebieten und Inseln des kanadischen Festlands im Osten trennt; die „Ayajusem (Insel-Comox-Dialekt)“ sprechenden mehrere Siedlungsgruppen/Stämme umfassenden „Island Comox (Insel Comox)“ bzw. Comox (K'omoks) und die „Puntletch (Puntledge/Pənƛ̕áč-Dialekt)“ sprechenden Pentlatch (Puntletch/Puntledge) entlang der ganzen Ostküste von Vancouver Island sowie auf mehreren Inseln zwischen Vancouver Island sowie die den „Ayajuthem (Festland-Comox-Dialekt)“ sprechenden auf dem gegenüberliegenden Festland und den Küstengebieten sowie einigen vorgelagerten Insel lebenden Mainland Comox (Festland Comox) der Klahoose (ƛohos), Sliammon (ɬəʔamɛn oder Tla A'min) und Homalco (Xwemalhkwu). Jede dieser Stämme hatte jeweils seine eigenen Ursprungsgeschichten, die alle die ersten Vorfahren der Stämme mit ihren jeweiligen Stammesgebieten verbinden.

Weitere Informationen zu den einzelnen Comox/K'omoks-Stammesgruppe unter: 
Seit 2009 lautet die offizielle Bezeichnung der Juan-de-Fuca-Straße, der Strait of Georgia und des Puget Sound (die einen Arm des Pazifik bilden und Vancouver Island vom Festland trennen) auf Grund der diese Gewässer vor dem Erscheinen der Europäer dominierenden Küsten-Salish in den USA sowie in Kanada Salish Sea (Meer der Salish).

## Geschichte

### Goldrausch, Straßenbau und Chilcotin-Krieg
Ab 1861 fuhren zahlreiche Männer auf dem Weg zu den Cariboo-Goldfeldern nordwärts. Alfred Waddington ließ daher 1862 eine Straße vom Bute Inlet durch den Waddington Canyon bauen, auf dem die Männer, die per Dampfboot von Vancouver gekommen waren, weiter zu den Goldfeldern ziehen konnten. Die Homalco und vor allem die Tsilhqot'in (Chilcotin) wehrten sich gegen den Straßenbau, und 1863 wurden mehrere seiner Männer an der Murderer's Bar umgebracht. Weitere Zusammenstöße mündeten im so genannten Chilcotin-Krieg. Niederschläge und starke Temperaturschwankungen sorgten dafür, dass die Straße abrutschte und heute nur noch in Teilen sichtbar ist.
Auslöser der offenen Feindseligkeit war wohl die Tatsache, dass die Weißen den Indianern mit Pocken gedroht hatten, woraufhin die von Klatsassin (Chinook: „Wir wissen seinen Namen nicht“) von den Xeni Gwet'in aus dem Nemaia Valley geführten Krieger nahe dem Chilko Lake, rebellierten und Waddingtons Männer umbrachten. Nur drei Männer entkamen, 14 starben. Außerdem starben einige am Anahim Lake, dazu ein Siedler am Puntzi Lake, insgesamt 19 Männer.
Truppen aus Victoria und Freiwillige, insgesamt über 100 Männer, führten den Chilcotin-Krieg von 1864. Telloot, Klatsassin, Tah-pitt, Piele und Chessus wurden zusammen mit sechs weiteren Kriegern am 11. August 1864 gefasst. Klatsassin ergab sich unter der Bedingung einer Amnestie, denn er hatte einen Krieg geführt. Doch wurde er hintergangen und in Quesnellemouthe, dem heutigen Quesnel, am 26. Oktober als Mörder hingerichtet, ebenso wie sein Sohn Pierre. Fünf Männer wurden hingerichtet, die übrigen sechs zu lebenslangem Gefängnis verurteilt. Ob nun dieser Krieg, der den massivsten indianischen Widerstand gegen die unmittelbare Kolonisierung in British Columbia dargestellt hatte, oder die äußerst problematische Route den Straßenbau durch die Region zum Chilcotin-Plateau verhindert haben, sei dahingestellt.

### Heutige Situation
Die Homalco besitzen 12 Reservate mit insgesamt rund 745 ha Fläche, von denen Homalco 1 und Orford Bay 4 die größten sind (282,7 bzw. 271,7 ha). Danach folgen Aupe 6a mit 66,3 ha und Homalco 9 mit dem Verwaltungssitz Campbell River am gleichnamigen Fluss an der Ostküste von Vancouver Island, das zugleich das bevölkerungsreichste ist, mit 66,8 ha. Die übrigen acht Reservate umfassen zusammen nur knapp 60 ha. Die meisten liegen um das Bute Inlet, am Homathko, Bear und Orford River, sowie auf Sonora Island.
Die Homalco First Nation zählt heute (Stand: Dezember 2015) 471 Stammesmitglieder, von denen 230 im eigenen Reservat, 11 in anderen Reservaten und die übrigen 230 Stammesmitglieder außerhalb leben. Häuptling war von 2005 bis 2008 Darren Blaney, seitdem Richard Harry. Aktuell bekleidet das Amt des Häuptlings seit 26. Oktober 2014 Mary Ann Enevoldsen.
Die Flüsse im Homalco-Gebiet sind nach wie vor äußerst lachsreich. Die Homalco betreiben seit 1991 eine Lachszucht, die Taggares-Homalco Hatchery. Vom Lachsreichtum profitiert auch eine Grizzly-Bären-Population von etwa 35 Tieren allein am unteren Orford River. So stellen Grizzly-Touren eine wichtige Einnahmequelle dar, denn selbst in British Columbia sind so dichte Grizzlypopulationen sehr selten.
In dem Gerichtsverfahren Homalco Indian Band vs. British Columbia (Minister of Agriculture, Food and Fisheries)(B.C.J. No. 401), entschied der Vorsitzende Richter, dass die Provinz und das Unternehmen Marine Harvest Canada ihren Konsultationspflichten nicht nachgekommen seien. So hatte die Provinzregierung dem Unternehmen die Zucht von Pazifiklachsen in der Nachbarschaft der Lachszucht der Homalco ohne Konsultationen erlaubt. Der Richter untersagte die weitere Einfuhr, doch die bereits eingeführten Fische durften verbleiben.
Der Tatlayoko Lake, der Homathko River und die angrenzenden Niut Mountains sollten Ende der 1980er Jahre zum Niut Wilderness Park zusammengeschlossen werden, doch ist bisher nur ein Teil unter Schutz gestellt.
2006 schlossen die Homalco mit Kanada einen Landnutzungsplan. Ein 17.575 ha großes Schutzgebiet, die Homathko River-Tatlayoko Protected Area dient der Erhaltung des Homathko River Valley und des Westufers des Tatlayoko Lake.